# Molnár Pál (újságíró)
Molnár Pál (Gyöngyös, 1952. október 13. –) újságíró, a Balassi Bálint-emlékkard és más művészeti díjak alapítója.

## Életpályája
Szülővárosában, a Vak Bottyán Szakközépiskolában érettségizett. Az egri tanárképző főiskola magyar–történelem szakán diplomázott, majd a Magyar Újságírók Országos Szövetségének posztgraduális újságíró-iskolájában a gazdaságpolitikai szakon szerzett oklevelet. Vidéken, megyei napilapnál kezdte az újságírást 1977 nyarán, majd 1986-ban Budapesten a Népszavánál folytatta. A fővárosban a Népszavánál, a Magyar Nemzetnél, a Heti Válasznál dolgozott, eközben – 1992-től – felelős szerkesztőként tevékenykedett a Magyar Televízió Híradójánál, Gazdatévéjénél és szerkesztőként A Hét című műsoránál. 2004 augusztusától Magyar Rádiónál is dolgozott. 2009 májusától társadalompolitikai szerkesztőség vezetője, emellett a Vasárnapi Újságnál szerkesztőként és riporterként is tevékenykedett. 2011. január 24-én a Műsorszolgáltatás-támogató és Vagyonkezelő Alap (MTVA) az Kossuth Rádió főszerkesztőjévé nevezte ki. 2012. december 1-jétől vezető szerkesztőként dolgozik a Rádiónál. 2015. április 15-én távozott a Kossuthot is magában foglaló MTVA-tól, jelenleg a preshaz.eu művészeti hírportál főszerkesztőjeként és on-line sajtótermékek publicistájaként, hírszerkesztőjeként fejti ki újságírói tevékenységét.
Kuratóriumi elnöke a 2016. március 9-én hivatalos bejegyzést nyert Balassi Kard Művészeti Alapítványnak.

## Főbb művei
- Innen az Óperencián, 1998
- Az Unió kapujában, 1999
- Ütközet az ezredvégen, 2000
- A dicsőség pillanatai, 2000
- Dunaferr: bajsikertörténet, 2001
- Európai demokraták, 2001
- Európai ezredkezdet, 2002
- Kardtársak, 2002
- Áttörés a médiában, 2005
- Az országépítő, 2006
- A gyökerektől a koronáig, 2007
- A művészet őszinte mély hit, 2008
- A Szent Korona vonzásában, 2011
- A dallá vált szavak, 2014
- Balassi kardtársai, 2016
- "Hinni és hihetni egymásnak" – A Széchenyi Társaság könyve, 2018
- Vendég a Présházban – Bogár Lászlóval közösen alkotott kötet, 2019
- Rímek szablyaélen – Balassi-kardos költők és műfordítók antológiája, 2020
- Gyöngyös – A Mátra kapuja, 2021
- Toll és szablya, 2022 – Peter V. Czipott műfordításainak szerkesztése
- Szavak ösvényein, 2024 – Abdallah Al Naggar műfordításainak szerkesztése

## Társadalmi szerepvállalásai
- 1997-ben életre hívta a Balassi Bálint-emlékkard elnevezésű irodalmi díjat, Lőcsei Gabriellával, Zelnik Józseffel, Rubovszky Andrással, Makovecz Imrével. A 2001-ben nemzetközivé váló művészeti elismerést minden év február 14-ére, Bálint napjára megszervezi.
- 1999-ben Virágh László zeneszerzővel a Tinódi-lant zenei díjat indították útjára.
- 2000-ben kezdeményezésére az Európa-érem elnevezésű újságíródíj adatott át első alkalommal. Azóta minden évben átadják Ligeti Erika alkotását egy budapesti médiakonferencia keretében.
- 2001-ben Mihály Gábor Munkácsy Mihály-díjas szobrászművésszel az M. S. mester díjat alapították meg.
- 2002-ben Puszt Tibor filmrendezővel és Mihály Gábor szobrászművésszel a Szkíta Aranyszarvas díjat mint filmes elismerést hozták tető alá.
- 2005-ben Mihály Gábor társaságában a Hamvas-fürt borművészeti díj indításával mint az első közönségdíjjal színezték a hazai bor világát.
- 2005-ben a Balassi-kardhoz kapcsolódó borjutalom kiválasztásához elindította a Balassi-kard borseregszemle elnevezésű versenyt. A győztesekből álló Balassi-kard Borpáholy évről évre egy taggal bővül.
- 2006-tól az irodalmi kultusz európai bővítéséért szervezi a Bálint napi Balassi-fesztivált.
- 2008-tól Balassi-mise elnevezéssel az irodalmi hagyományt gazdagító istentiszteletet szervez.
- 2014. április 11-én ő nyitotta meg a VII. Gyöngyösi Művészeti Heteket.[3]
- 2014. június 8-án, pünkösd vasárnapján az ő szervezésében jött létre a Pünkösdi Balassi-hangverseny a Pesti Ferences Templomban.[4]
- 2016. március 9-én hivatalos bejegyzést nyert a Balassi Kard Művészeti Alapítványnak. E magánalapítványként működésbe lépő szervezetnek kuratóriumi elnöke.

### Tagságai
- 1978-tól Magyar Újságírók Országos Szövetsége
- 1992-től visegrádi Szent György Lovagrend
- 1995-től Szabadelvű Médiaműhely (SZEMM), alapító tag
- 2003-tól Baross Gábor Nemzeti Gazdaságpártoló Társaság, alapító tag
- 2016-tól Balassi Kard Művészeti Alapítvány, elnök

## Díjai, elismerései
- 2002 – Eötvös József-sajtódíj, Magyar Páneurópa Unió
- 2007 – Árpád-emlékérem, Jubileumi Árpád Testület
- 2008 – Balassi-emlékérem, Reneszánsz Emléktestület
- 2008 – a Szent György Lovagrend tisztikeresztje
- 2015 – A Magyar Érdemrend lovagkeresztje
- 2017 – Teleki Pál Érdemérem
- 2020 – Lévai András-díj, Energiapolitika 2000 Társulat